# 表面
- 關於立體幾何體的邊界，請見「面 (幾何)」。
- 關於空間中的曲線依某特定條件運動所形成的軌跡，請見「曲面」。

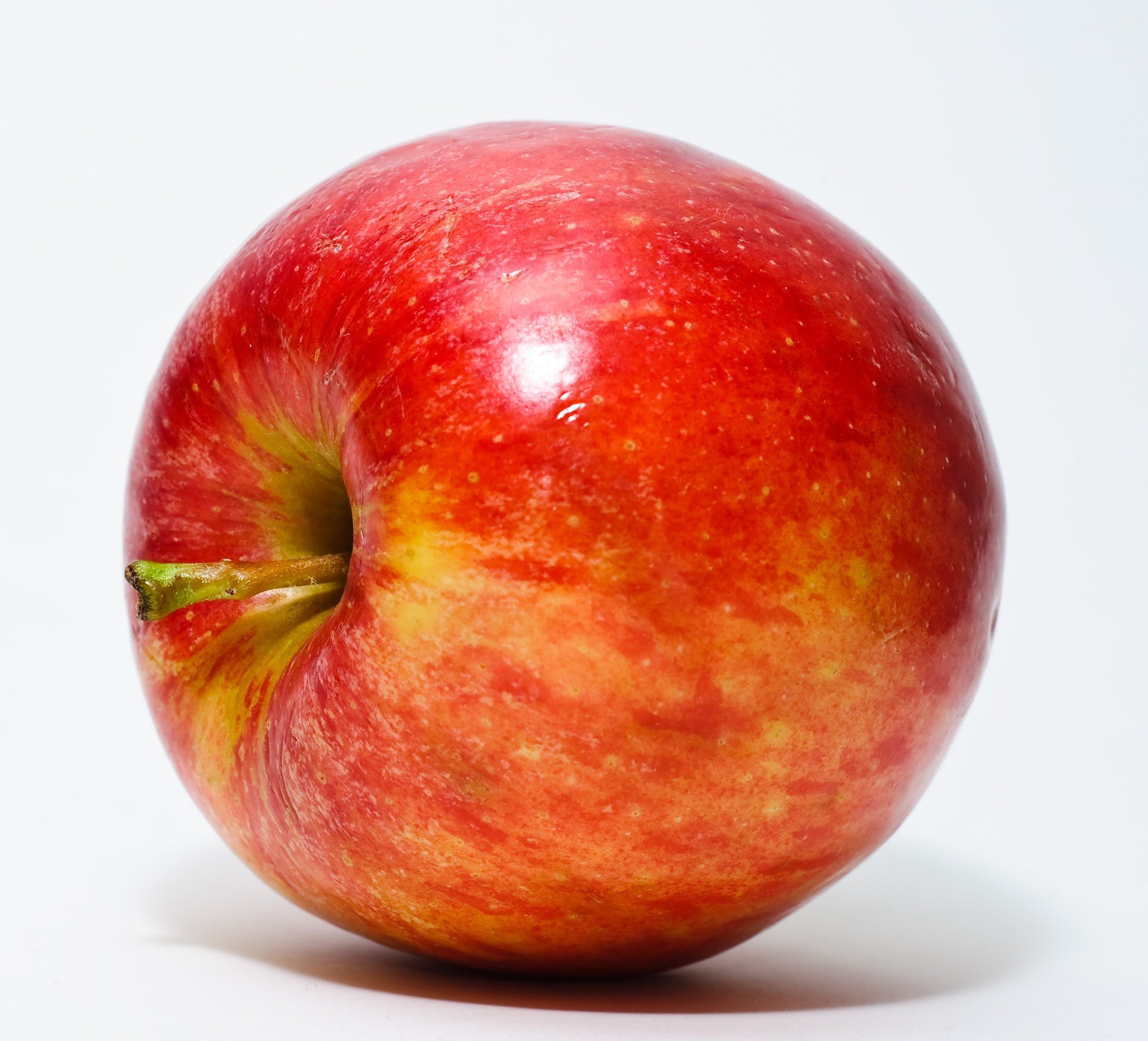
蘋果的表面有一些可被感知到的特性，例如曲率、光滑、質地、顏色以及其反光，可以用視覺或是觸覺感知這些特性，藉以識別蘋果

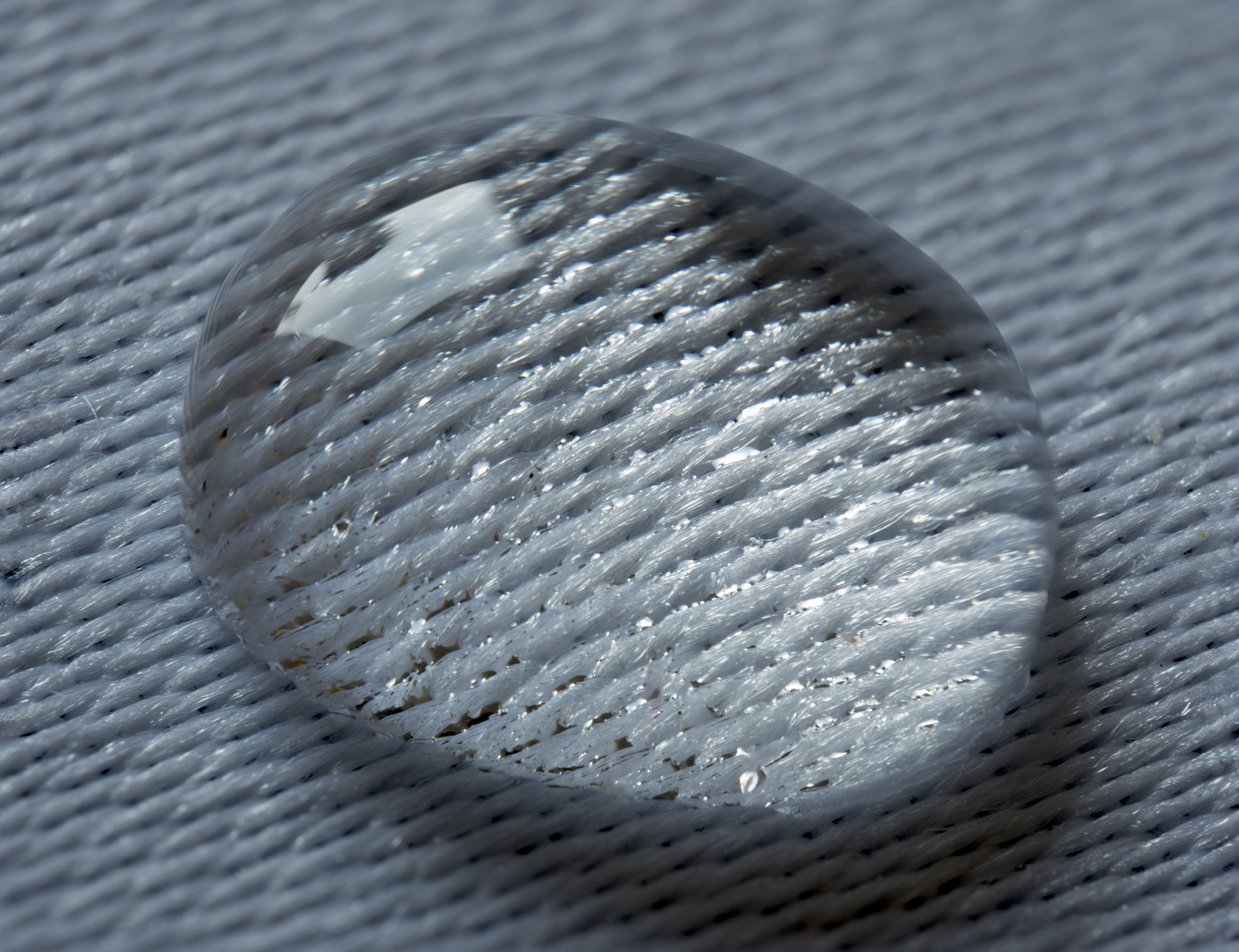
在织锦缎上的水滴。由於表面张力夠大，水滴不會滲到布料中

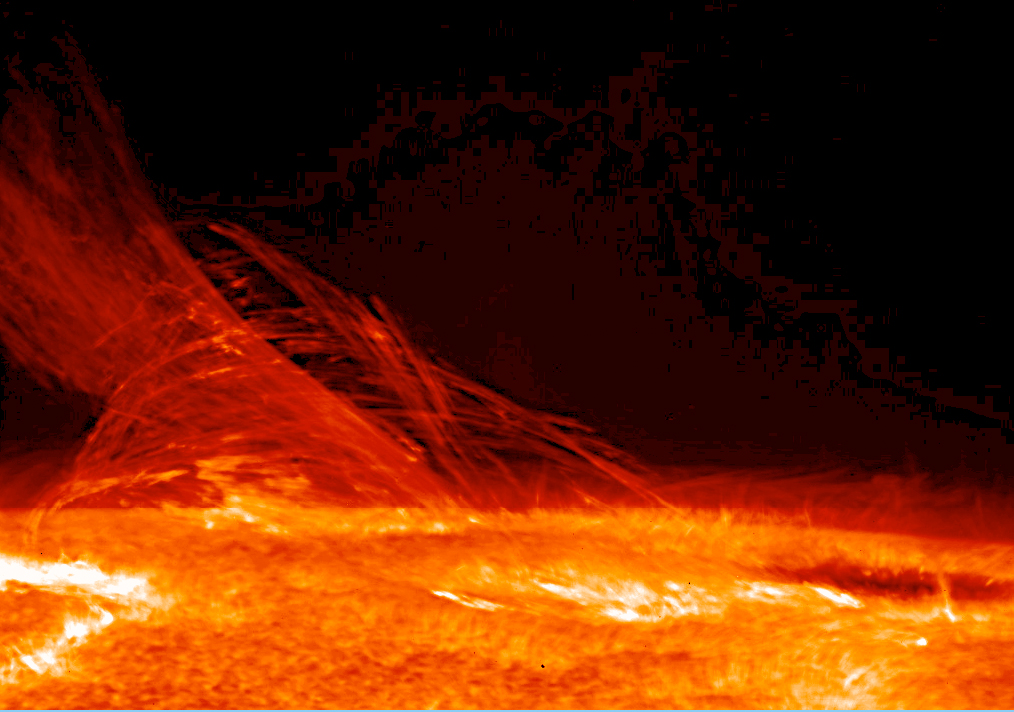
太阳和其他的恆星類似，遠看時好像有其表面，但近距離觀察時就看不到表面。

表面是物体或是空間最外層的部份，物體的表面是用視覺或是觸覺最先感知到的部份，也是最早和其他物體有交互作用的部份。物體的表面不只是「幾何上的固體」，是「被某種可感知特性（例如顏色或溫暖）填滿的區域」。
在數學（特別是幾何學）會對表面的概念加以抽象化，中文會稱為曲面。依強調的特性不同，有許多對應表面，但不等效的形式，這些都稱為「曲面」，可能有時會加上修飾語，例如代數曲面、光滑曲面、碎形曲面等。
表面以及其相關概念常用在物理学、工程学、计算机图形及其他領域中，主要是要表示物體的外形。例如在分析飛機的空气动力学特性時，最主要的考量是在其表面的氣流。表面的概念也衍生出一些相關的哲學問題，例如物體外圍的多少層原子或分子可以算是其表面（「表面」和「內部」的分界從哪裡開始算）。物體在次原子的層次，其實沒有真正接觸在一起，那麼物體是否真的具有表面。